# Западная паротия
Западная паротия (лат. Parotia sefilata) — вид воробьинообразных птиц из семейства райских птиц (Paradisaeidae).

## Описание
Размер туловища может достигать 33 см. Хвост средней длины.
Самцы имеют чёрное оперение с радужными золотисто-зеленым пятном на груди и треугольными серебристыми перьями, образующими венчик на шее. Помимо этого над глазами у птиц находятся по три длинных пера с каждой стороны. Самки имеют неяркую коричневую окраску.

## Ареал
Эндемик горных лесов на северо-западе острова Новая Гвинея на полуостровах Вандаммен (англ. Wandammen Peninsula) и Чендравасих.

## Образ жизни
Рацион в основном состоит из фруктов и инжира.
В брачный период самец выполняет особый танец, во время которого расправляет свои чёрные перья, после чего быстро качает головой и шеей, демонстрируя венчик серебристых перьев.

## Охранный статус
Вид включён в Международную Красную книгу, однако статус оценивается как находящийся под наименьшей угрозой.